# Miss Noruega
Miss Noruega es un concurso de belleza nacional en Noruega. Se encarga de seleccionar a las representantes del país para los concursos Miss Universo, Miss Mundo y Miss Internacional.

## Historia

### 1952-1957
En 1952, Dagbladet fundó Miss Noruega (en noruego: Frøken Norge) y envió a las ganadoras a Miss Universo entre 1952 y 1955. Dagbladet tuvo la licencia de Miss Universo hasta 1957, pero envió candidatas solamente hasta 1955.
Entre 1958, la revista Det Nye se hizo cargo del concurso y lo llamó «Frøken Norge» y envió a las ganadoras a Miss Universo, al segundo lugar a Miss Mundo y al tercer lugar a Miss Europa. Det Nye organizó el concurso hasta 1974.

### 1978-2011
En 1978, se fundó «Miss Norway». De 1983 a 2008, Geir Killingland fue el responsable de esta competencia. Geir Killingland murió en 2009, lo que dejó en suspenso el concurso de Miss Norway. El concurso se relanzó en 2010 con el lema «limpia, ordenada e inteligente» y debía centrarse más en la protección del medio ambiente, ya que la ganadora sería enviada al concurso Miss Tierra. Esta fue la última vez que se llevó a cabo este concurso.
En 1986, Geir Hamnes asumió la responsabilidad de Frøken Norge y la licencia para enviar candidatas al concurso de Miss Mundo. Desde 1989 también fue responsable de las candidatas noruegas a Miss Universo. En 2011, Hamnes anunció la cancelación de Frøken Norge debido a la falta de patrocinadores.

### 2012-presente
En 2012, Armand Bye de la empresa Motivactions AS adquirió la licencia para enviar a la representante de Noruega al Miss Universo, estableciendo el nuevo concepto de «Miss Universo Noruega». En enero de 2021, Bye murió y fue reemplazado como director nacional.

## Representación internacional

### Miss Universo Noruega
: Declarada como ganadora
     : Terminó como finalista
     : Terminó como una de las semifinalistas o cuartofinalistas
     : Terminó como ganadora de premios especiales
| Año                           | Provincia       | Miss Noruega            | Posición en Miss Universo | Premios especiales     | Notas                                                                           |
| ----------------------------- | --------------- | ----------------------- | ------------------------- | ---------------------- | ------------------------------------------------------------------------------- |
| 2024                          | Agder           | Lilly Sødal             | No clasificó              |                        |                                                                                 |
| 2023                          | Oslo            | Julie Tollefsen         | No clasificó              |                        |                                                                                 |
| 2022                          | Trondheim       | Ida Anette Hauan        | No compitió               | No compitió            | Se retiró horas antes de la noche de coronación tras dar positivo por COVID-19. |
| 2021                          | Trondheim       | Nora Emilie Nakken      | No clasificó              |                        |                                                                                 |
| 2020                          | Agder           | Sunniva Frigstad        | No clasificó              |                        |                                                                                 |
| 2019                          | Vest-Agder      | Helene Abildsnes        | No clasificó              |                        |                                                                                 |
| 2018                          | Finnmark        | Susanne Guttorm         | No clasificó              |                        |                                                                                 |
| 2017                          | Akershus        | Kaja Kojan              | No clasificó              |                        |                                                                                 |
| 2016                          | Akershus        | Christina Waage         | No clasificó              |                        |                                                                                 |
| 2015                          | Hedmark         | Martine Rødseth         | No clasificó              |                        |                                                                                 |
| 2014                          | Hedmark         | Elise Dalby             | No clasificó              |                        |                                                                                 |
| 2013                          | Hedmark         | Mari Chauhan            | No clasificó              |                        |                                                                                 |
| 2012                          | Oslo            | Sara Nicole Andersen    | No clasificó              |                        |                                                                                 |
| Frøken Norge                  |                 |                         |                           |                        |                                                                                 |
| 2011                          | No compitió     | No compitió             | No compitió               | No compitió            | No compitió                                                                     |
| 2010                          | Vestfold        | Melinda Elvenes         | No clasificó              |                        |                                                                                 |
| 2009                          | Rogaland        | Eli Landa               | No clasificó              |                        |                                                                                 |
| 2008                          | Rogaland        | Mariann Birkedal        | No clasificó              |                        |                                                                                 |
| 2007                          | Akershus        | Kirby Ann Basken        | No clasificó              |                        |                                                                                 |
| 2006                          | Vestfold        | Martine Jonassen        | No clasificó              |                        |                                                                                 |
| 2005                          | Rogaland        | Helene Tråsavik         | Top 15                    |                        |                                                                                 |
| 2004                          | Rogaland        | Kathrine Sørland        | Top 15                    |                        |                                                                                 |
| 2003                          | Telemark        | Hanne-Karine Sørby      | No clasificó              |                        |                                                                                 |
| 2002                          | Akershus        | Hege Hatlo              | No clasificó              |                        |                                                                                 |
| 2001                          | Buskerud        | Linda Marshall          | No clasificó              |                        |                                                                                 |
| 2000                          | Buskerud        | Tonje Kristin Wøllo     | No clasificó              |                        |                                                                                 |
| Norske Miss Universe          |                 |                         |                           |                        |                                                                                 |
| 1999                          | No compitió     | No compitió             | No compitió               | No compitió            | No compitió                                                                     |
| 1998                          | Telemark        | Stine Bergsvand         | No clasificó              |                        |                                                                                 |
| 1997                          | No compitió     | No compitió             | No compitió               | No compitió            | No compitió                                                                     |
| 1996                          | Troms           | Inger Lise Ebeltoft     | No clasificó              |                        |                                                                                 |
| 1995                          | Østfold         | Lena Sandvik            | No clasificó              |                        |                                                                                 |
| 1994                          | Møre og Romsdal | Caroline Sætre          | No clasificó              |                        |                                                                                 |
| 1993                          | Buskerud        | Ine Beate Strand        | No clasificó              | - Mejor Traje Nacional |                                                                                 |
| 1992                          | Hedmark         | Anne Sofie Galåen       | No clasificó              |                        |                                                                                 |
| 1991                          | Troms           | Lene Maria Pedersen     | No clasificó              |                        |                                                                                 |
| 1990                          | Nord-Trøndelag  | Mona Grudt              | Miss Universo 1990        |                        |                                                                                 |
| Frøken Norge                  |                 |                         |                           |                        |                                                                                 |
| 1989                          | Akershus        | Lene Ørnhoft            | No clasificó              |                        |                                                                                 |
| 1988                          | Oppland         | Bente Brunland          | Top 10                    |                        |                                                                                 |
| 1987                          | Akershus        | Mariann Leines          | No clasificó              |                        |                                                                                 |
| 1986                          | Troms           | Tone Henriksen          | No clasificó              |                        |                                                                                 |
| 1985                          | Vest-Agder      | Karen Margrethe Moe     | No clasificó              |                        |                                                                                 |
| 1984                          | Akershus        | Ingrid Marie Martens    | No clasificó              |                        |                                                                                 |
| 1983                          | Hedmark         | Karen Elisabeth Dobloug | Top 12                    |                        |                                                                                 |
| 1982                          | Oslo            | Jeanette Krefting       | No clasificó              |                        |                                                                                 |
| 1981                          | Oslo            | Mona Olsen              | Top 12                    |                        |                                                                                 |
| 1980                          | Oslo            | Maiken Nielsen          | No clasificó              |                        |                                                                                 |
| 1979                          | Oslo            | Unni Margrethe Øglænd   | No clasificó              |                        |                                                                                 |
| 1978                          | Oslo            | Jeanette Aarum          | No clasificó              |                        |                                                                                 |
| 1977                          | Oslo            | Åshild Ottesen          | No clasificó              |                        |                                                                                 |
| 1976                          | Oslo            | Bente Lihaug            | Top 12                    |                        |                                                                                 |
| No compitió entre 1974 y 1975 |                 |                         |                           |                        |                                                                                 |
| 1973                          | Oslo            | Aina Walle              | Segunda finalista         |                        |                                                                                 |
| 1972                          | Oslo            | Liv Hanche Olsen        | No clasificó              |                        |                                                                                 |
| 1971                          | Oslo            | Ruby Reitan             | No clasificó              |                        |                                                                                 |
| 1970                          | Hordaland       | Vibeke Steineger        | No clasificó              |                        |                                                                                 |
| 1969                          | Oslo            | Patricia Walker         | Top 15                    |                        |                                                                                 |
| 1968                          | Oslo            | Tone Knaran             | Top 15                    |                        |                                                                                 |
| 1967                          | Oslo            | Gro Goksør              | No clasificó              |                        |                                                                                 |
| 1966                          | Oslo            | Siri Gro Nilsen         | Top 15                    |                        |                                                                                 |
| 1965                          | Oslo            | Britt Aaberg            | No clasificó              |                        |                                                                                 |
| 1964                          | Oslo            | Jorunn Nystedt          | Top 10                    |                        |                                                                                 |
| 1963                          | —               | Eva Carlberg            | No clasificó              |                        |                                                                                 |
| 1962                          | Rogaland        | Julie Ege               | No clasificó              |                        |                                                                                 |
| 1961                          | Oslo            | Rigmor Trengereid       | No clasificó              |                        |                                                                                 |
| 1960                          | Oslo            | Ragnhild Aas            | Top 15                    |                        |                                                                                 |
| 1959                          | Oslo            | Jorunn Kristjansen      | Primera finalista         |                        |                                                                                 |
| 1958                          | Oslo            | Greta Andersen          | No clasificó              |                        |                                                                                 |
| No compitió entre 1956 y 1957 |                 |                         |                           |                        |                                                                                 |
| 1955                          | Oslo            | Solveig Borstad         | Top 15                    |                        |                                                                                 |
| 1954                          | Oslo            | Mona Stornes            | Top 16                    |                        |                                                                                 |
| 1953                          | Oslo            | Synnøve Gulbrandsen     | Top 16                    |                        |                                                                                 |
| 1952                          | Oslo            | Eva Røine               | No clasificó              |                        |                                                                                 |

### Miss Mundo Noruega
: Declarada como ganadora
     : Terminó como finalista
     : Terminó como una de las semifinalistas o cuartofinalistas
     : Terminó como ganadora de premios especiales
| Año                           | Provincia | Miss Mundo Noruega | Posición en Miss Mundo | Premios especiales |
| ----------------------------- | --- | --- | --- | --- |
| 2025                          | Oslo | Nikoline Andresen | Por competir | Por competir |
| 2023                          | Agder | Andrea Farias | No clasificó | |
| 2022                          | Miss Mundo 2021 se reprogramó para el 16 de marzo de 2022 debido al brote de pandemia de COVID-19 en Puerto Rico, no comenzó ninguna edición en 2022 | Miss Mundo 2021 se reprogramó para el 16 de marzo de 2022 debido al brote de pandemia de COVID-19 en Puerto Rico, no comenzó ninguna edición en 2022 | Miss Mundo 2021 se reprogramó para el 16 de marzo de 2022 debido al brote de pandemia de COVID-19 en Puerto Rico, no comenzó ninguna edición en 2022 | Miss Mundo 2021 se reprogramó para el 16 de marzo de 2022 debido al brote de pandemia de COVID-19 en Puerto Rico, no comenzó ninguna edición en 2022 |
| 2021                          | Viken | Amine Storrød | No clasificó | - Talento (1.ª finalista) - Deportes (Top 32) |
| No compitió entre 2019 y 2021 | | | | |
| 2018                          | Oslo | Madelen Michelsen | No clasificó | |
| 2017                          | Buskerud | Celine Herregården | No clasificó | |
| 2016                          | No compitió | No compitió | No compitió | No compitió |
| 2015                          | Oslo | Fay Teresa Vålbekk | No clasificó | |
| 2014                          | Hedmark | Monica Pedersen | No clasificó | |
| 2013                          | Oslo | Alexandra Backstrom | No clasificó | |
| 2012                          | Nordland | Karoline Olsen | No clasificó | |
| Frøken Norge                  | | | | |
| 2011                          | Rogaland | Anna Zahl | No clasificó | |
| 2010                          | Rogaland | Mariann Birkedal | Top 7 | - Top Model |
| 2009                          | Telemark | Sara Skjoldnes | No clasificó | |
| 2008                          | Rogaland | Lene Egeli | No clasificó | |
| 2007                          | Møre og Romsdal | Lisa-Mari Moen Jünge | No clasificó | |
| 2006                          | Sør-Trøndelag | Tonje Elise Skjærvik | No clasificó | |
| 2005                          | Rogaland | Helene Tråsavik | No clasificó | |
| 2004                          | Rogaland | Hege Torresdal | No clasificó | |
| 2003                          | Vest-Agder | Elisabeth Wathne | Top 20 | |
| 2002                          | Rogaland | Kathrine Sørland | Top 5 | |
| 2001                          | Troms | Malin Johansen | No clasificó | |
| 2000                          | Rogaland | Stine Pedersen | No clasificó | |
| 1999                          | Buskerud | Anette Haukaas | Top 10 | |
| 1998                          | No compitió | No compitió | No compitió | No compitió |
| 1997                          | Aust-Agder | Charlotte Høiåsen | No clasificó | |
| 1996                          | Troms | Eva Sjøholt | No clasificó | |
| 1995                          | Troms | Inger Lise Ebeltoft | No clasificó | |
| 1994                          | Troms | Anne Lena Hansen | No clasificó | |
| 1993                          | Hedmark | Rita Omvik | No clasificó | |
| 1992                          | Sogn og Fjordane | Kjersti Brakestad | No clasificó | |
| 1991                          | Møre og Romsdal | Anne-Britt Røvik | No clasificó | |
| 1990                          | Oppland | Ingeborg Kolseth | No clasificó | |
| 1989                          | Oppland | Bente Brunland | Top 16 | |
| 1988                          | Oslo | Rita Paulsen | Top 10 | |
| 1987                          | Nord-Trøndelag | Mette Veiseth | No clasificó | |
| 1986                          | Hedmark | Inger Louise Berg | No clasificó | |
| 1985                          | Vest-Agder | Karen Margrethe Moe | No clasificó | |
| 1984                          | Akershus | Ingrid Maria Martens | No clasificó | |
| 1983                          | Hedmark | Karen Elizabeth Dobloug | No clasificó | |
| 1982                          | Oslo | Janett Carine Krefting | No clasificó | |
| 1981                          | Akershus | Anita Nesbø | No clasificó | |
| 1980                          | Oslo | Maiken Nielsen | No clasificó | |
| 1979                          | Oslo | Jeannette Aarum | No clasificó | |
| 1978                          | Trøndelag | Elisabet Klaeboe | No clasificó | |
| 1977                          | Oslo | Jenny Ottesen | No clasificó | |
| 1976                          | Oslo | Nina Kristine Rønneberg | No clasificó | |
| 1975                          | Troms | Sissel Gulbrandsen | No clasificó | |
| 1974                          | — | Torill Mariann Larsen | Top 15 | |
| 1973                          | Oslo | Wenche Steen | No clasificó | |
| 1972                          | Buskerud | Ingeborg Sørensen | Primera finalista | |
| 1971                          | — | Kate Starvik | No clasificó | |
| 1970                          | Akershus | Aud Fosse | No clasificó | |
| 1969                          | Akershus | Kjersti Jortun | Top 7 | |
| 1968                          | — | Hedda Lie | No clasificó | |
| 1967                          | Oslo | Vigdis Sollie | No clasificó | |
| 1966                          | — | Birgit Andersen | Top 15 | |
| No compitió entre 1961 y 1965 | | | | |
| 1960                          | — | Grethe Solhoy | Top 18 | |
| 1959                          | Oslo | Berit Grundvig | No clasificó | |
| 1958                          | — | Åse Qjeldvik | No clasificó | |
| No compitió entre 1954 y 1957 | | | | |
| 1953                          | Oslo | Synnøve Gulbrandsen | No clasificó | |

### Miss Internacional Noruega
: Declarada como ganadora
     : Terminó como finalista
     : Terminó como una de las semifinalistas o cuartofinalistas
     : Terminó como ganadora de premios especiales
| Año                                                                              | Provincia       | Miss Internacional Noruega     | Posición en Miss Internacional | Premios especiales                |
| -------------------------------------------------------------------------------- | --------------- | ------------------------------ | ------------------------------ | --------------------------------- |
| 2024                                                                             | Por determinar  | Por determinar                 | Por determinar                 | Por determinar                    |
| 2023                                                                             | Viken           | Madeleine Malmberg             | No clasificó                   |                                   |
| 2022                                                                             | Aurskog-Høland  | Romée Dahlen                   | No clasificó                   |                                   |
| Debido al impacto de la pandemia de COVID-19, no hubo concurso entre 2020 y 2021 |                 |                                |                                |                                   |
| 2019                                                                             | Akershus        | Henriette J. Hauge             | No clasificó                   | - Mejor en Traje de Baño (Top 15) |
| 2018                                                                             | Vest-Agder      | Helene Abildnes                | No compitió                    | No compitió                       |
| 2017                                                                             | Vestfold        | Vilde Andresen Bø              | No clasificó                   |                                   |
| 2016                                                                             | Trøndelag       | Camilla Ellinor De Souza Devik | No clasificó                   |                                   |
| 2015                                                                             | Østfold         | Cecilie Andrea Røising         | No clasificó                   |                                   |
| 2014                                                                             | Vestfold        | Thea Cecilie Nordal Bull       | No clasificó                   |                                   |
| No compitió entre 2011 y 2013                                                    |                 |                                |                                |                                   |
| 2010                                                                             | Trøndelag       | Marion Dyrvik                  | No clasificó                   |                                   |
| 2009                                                                             | Østfold         | Beatrice M. Delas              | No clasificó                   |                                   |
| 2008                                                                             | Møre og Romsdal | Lisa-Mari Moen Jünge           | No clasificó                   |                                   |
| 2007                                                                             | No compitió     | No compitió                    | No compitió                    | No compitió                       |
| 2006                                                                             | Hordaland       | Linn Andersen                  | No clasificó                   |                                   |
| 2005                                                                             | Hordaland       | Caroline N. Nakken             | No clasificó                   |                                   |
| 2004                                                                             | Rogaland        | Stephanie Eide Furguiel        | No clasificó                   |                                   |
| 2003                                                                             | —               | Fay Larsen                     | No clasificó                   |                                   |
| 2002                                                                             | No compitió     | No compitió                    | No compitió                    | No compitió                       |
| 2001                                                                             | Rogaland        | Siv Therese H. Haavik          | No clasificó                   | - Miss Amistad                    |
| 2000                                                                             | —               | Frida Agnethe Johnson          | No clasificó                   |                                   |
| 1999                                                                             | Buskerud        | Anette Rusten                  | No clasificó                   |                                   |
| 1998                                                                             | Akershus        | Bjørg Sofie Lovstad            | No clasificó                   |                                   |
| Frøken Norge                                                                     |                 |                                |                                |                                   |
| 1997                                                                             | No compitió     | No compitió                    | No compitió                    | No compitió                       |
| 1996                                                                             | Oslo            | Eva-Charlotte Stenset          | Top 15                         |                                   |
| 1995                                                                             | Troms           | Anne Lena Hansen               | Miss Internacional 1995        |                                   |
| 1994                                                                             | Finnmark        | Anne Vibeke Hoel               | No clasificó                   |                                   |
| 1993                                                                             | No compitió     | No compitió                    | No compitió                    | No compitió                       |
| 1992                                                                             | Hedmark         | Rita Omvik                     | Top 15                         |                                   |
| 1991                                                                             | Rogaland        | Hege Cathrin Baardsen          | No clasificó                   |                                   |
| 1990                                                                             | Telemark        | Hanne Thorsdalen               | Top 15                         |                                   |
| 1989                                                                             | Oslo            | Heidi Olsen                    | No clasificó                   |                                   |
| 1988                                                                             | Oppland         | Catherine Alexandra Gude       | Miss Internacional 1988        |                                   |
| 1987                                                                             | —               | Hege Elisabeth Rasmussen       | No clasificó                   |                                   |
| 1986                                                                             | Oslo            | Annette Bjerke                 | Top 15                         |                                   |
| 1985                                                                             | Østfold         | Torunn Forsberg                | Top 15                         |                                   |
| 1984                                                                             | —               | Monika Lien                    | No clasificó                   |                                   |
| 1983                                                                             | Akershus        | Christine Zeiner               | No clasificó                   |                                   |
| 1982                                                                             | —               | Jeanette Roger Blixt           | No clasificó                   |                                   |
| 1981                                                                             | Oslo            | Helen Holager                  | No clasificó                   |                                   |
| 1980                                                                             | Oslo            | Heidi Louise Oiseth            | No clasificó                   |                                   |
| 1979                                                                             | Oslo            | Unni Margrethe Øglænd          | No clasificó                   |                                   |
| 1978                                                                             | Oslo            | Jeanette Aarum                 | Primera finalista              |                                   |
| 1977                                                                             | Oslo            | Bente Lihaug                   | Top 13                         |                                   |
| No compitió entre 1974 y 1976                                                    |                 |                                |                                |                                   |
| 1973                                                                             | Oslo            | Anne Katrine Ramstad           | No clasificó                   |                                   |
| 1972                                                                             | Oslo            | Vigdis Thire                   | No clasificó                   |                                   |
| 1971                                                                             | Oslo            | May Lindstad                   | Top 15                         |                                   |
| 1970                                                                             | Oslo            | Tone Knaran                    | Top 15                         |                                   |
| 1969                                                                             | Buskerud        | Ingeborg Sørensen              | Top 15                         |                                   |
| 1968                                                                             | —               | Hedda Lie                      | No clasificó                   |                                   |
| No compitió entre 1966 y 1967                                                    |                 |                                |                                |                                   |
| 1965                                                                             | —               | Aud Jansen                     | No clasificó                   |                                   |
| 1964                                                                             | —               | Inger Sande                    | No clasificó                   |                                   |
| 1963                                                                             | —               | Martha Tunge                   | No clasificó                   |                                   |
| 1962                                                                             | Oslo            | Beate Brevik Johansen          | No clasificó                   |                                   |
| 1961                                                                             | Oslo            | Åse Marie Schmedling           | Top 15                         |                                   |
| 1960                                                                             | —               | Lise Hammer                    | No clasificó                   |                                   |